# Beentongvissen
De beentongvissen (Osteoglossiformes) vormen een orde van straalvinnige beenvissen.

## Soorten
Over de onderverdeling van deze orde bestaat geen overeenstemming. Zo deelt ITIS de Hiodontidae (Tandharingen) onder in deze orde, terwijl Nelson deze in een aparte orde plaatst. Zowel de onderverdeling in geslachten volgens ITIS, als die volgens Nelson zijn hieronder weergegeven.
Nelson:

Orde: Osteoglossiformes (Beentongvissen)
- Familie Osteoglossidae (Arowana's)
  - Onderfamilie Heterotidinae
    - Arapaima
    - Heterotis

  - Onderfamilie Osteoglossinae
    - Osteoglossum
    - Pantodon
    - Scleropages
- Familie Notopteridae (Mesvissen)
- Familie Mormyridae (Olifantvissen)
- Familie Gymnarchidae (Grote Nijlsnoeken)

ITIS:

Orde: Osteoglossiformes (Beentongvissen)
- Onderorde Notopteroidei
  - Superfamilie Hiodontoidea
    - Familie Hiodontidae (Tandharingen)

  - Superfamilie Notopteroidea
    - Familie Notopteridae
- Onderorde Osteoglossoidei

- Familie Osteoglossidae (Arowana's)
  - Onderfamilie Heterotidinae

- Arapaima
- Heterotis

- Onderfamilie Osteoglossinae

- Osteoglossum
- Scleropages

- Familie Pantodontidae

- Superfamilie Mormyroidea

- Familie Gymnarchidae
- Familie Mormyridae (Tapirvissen)